# Powiat Liezen
Powiat Liezen (niem. Bezirk Liezen) – największy powiat w Austrii, w kraju związkowym Styria. W jego skład wchodzi również ekspozytura polityczna Gröbming. Siedziba powiatu znajduje się w mieście Liezen.

## Geografia
Powiat leży w Alpach Centralnych i Północnych Alpach Wapiennych. Bad Aussee od północy otaczają góry Totes Gebirge, przy granicy z Salzburgiem i Górną Austrią obszary powiatu leżą w paśmie Dachstein. Ekspozyturę Gröbming na południu ograniczają Schladminger Tauern (pasmo Niskich Taurów). W centralnej części powiat przecinają Alpy Ennstalskie, na wschodzie zaś znajduje się Hochschwabgruppe.
Na terenie powiatu 415 szczytów wznosi się powyżej 2000 m n.p.m. Przez większość długości powiatu przebiega dolina rzeki Anizy, do której dochodzi dolina Salzabach i liczne rzeki biorące źródła w terenach górskich.
Z powodu swojej dużej rozciągłości równoleżnikowej powiat graniczy z dziewięcioma innymi powiatami, są to (od wschodu, zgodnie z ruchem wskazówek zegara): Powiat Tamsweg, St. Johann im Pongau (dwa poprzednie w kraju związkowym Salzburg), Gmunden, Kirchdorf an der Krems, Steyr-Land (trzy poprzednie w kraju związkowym Górna Austria), Amstetten, Scheibbs (dwa poprzednie w kraju związkowym Dolna Austria), Leoben i Murau (dwa ostatnie w kraju związkowym Styria.

## Historia
W latach 1873–1938 ekspozytura polityczna Gröbming była samodzielnym powiatem, w jego skład wchodziła jako ekspozytura polityczna również cześć Bad Aussee.

## Demografia
| Rok  | Liczba mieszkańców |
| ---- | ------------------ |
| 1981 | 80 322             |
| 1991 | 81 352             |
| 2001 | 82 235             |
| 2015 | 79 535             |
| 2023 | 79 831             |

## Podział administracyjny
Powiat podzielony jest na 29 gmin, w tym pięć gmin miejskich (Stadt), dziesięć gmin targowych (Marktgemeinde) oraz 14 gmin wiejskich (Gemeinde). Do ekspozytury politycznej Gröbming należy z tego dziewięć gmin, w tym jedna gmina miejska (Stadt), trzy gminy targowe (Marktgemeinde) oraz pięć gmin wiejskich (Gemeinde)

### Obszar Liezen
| Miasta 1. Bad Aussee (5016) 2. Liezen (8251) 3. Rottenmann (5118) 4. Trieben (3312) Gminy targowe 1. Admont (4991) 2. Altenmarkt bei Sankt Gallen (794) 3. Bad Mitterndorf (4946) 4. Gaishorn am See (1356) 5. Irdning-Donnersbachtal (4142) 6. Sankt Gallen (1801) 7. Stainach-Pürgg (2773) | Gminy 1. Aigen im Ennstal (2696) 2. Altaussee (1865) 3. Ardning (1283) 4. Grundlsee (1156) 5. Landl (2557) 6. Lassing (1698) 7. Selzthal (1502) 8. Wildalpen (437) 9. Wörschach (1174) |

### Ekspozytura polityczna Gröbming
| Miasta 1. Schladming (6553) Gminy targowe 1. Gröbming (3144) 2. Haus (2429) 3. Öblarn (1966) | Gminy 1. Aich (1306) 2. Michaelerberg-Pruggern (1227) 3. Mitterberg-Sankt Martin (1946) 4. Ramsau am Dachstein (2917) 5. Sölk (1475) |

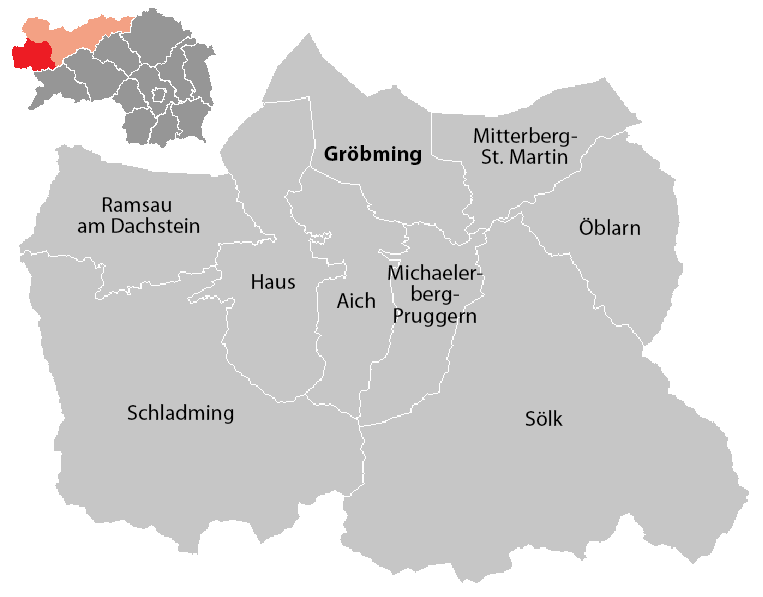
Ekspozytura polityczna Gröbming w powiecie Liezen

(liczba mieszkańców 1 stycznia 2023)

## Transport
Przez powiat przebiega autostrada A9, drogi krajowe B24 (Hochschwab Straße), B25 (Erlauftal Straße), B75 (Glattjoch Straße), B113 (Schoberpass Straße), B114 (Triebener Straße), B115 (Eisen Straße), B117 (Buchauer Straße), B138 (Pyhrnpass Straße), B145 (Salzkammergut Straße) i B146 (Gesäuse Straße) oraz linie kolejowe Linz - Leoben, Wiedeń - Innsbruck.